# Love Her Madly
„Love Her Madly“ je píseň skupiny The Doors, která vyšla roku 1971 na albu L.A. Woman, posledním albu nahrané s Jimem Morrisonem. Autorem písně je Robby Krieger. V březnu 1971 pak byla skladba vydána jako samostatný singl, kdy B-stranu zabírala píseň „(You Need Meat) Don't Go No Further“.
V hudebním žebříčku Billboard se píseň roku 1971 dostala na 11. pozici.